# Lương Liệt Duy
Lương Liệt Duy tên tiếng Hoa là 梁烈唯, tên tiếng Anh là Oscar Leung, sinh ngày 26 tháng 3 năm 1979 là một diễn viên người Hồng Kông làm việc cho TVB. Anh là cháu của diễn viên Lương Gia Nhân.

### Sự nghiệp
Trong suốt sự nghiệp của Lương Liệt Duy, anh luôn đảm nhận những vai phụ, chưa một lần được thử sức với vai chính. Tuy nhiên, nhờ những cố gắng bền bỉ, những vai phụ của anh nhận được sự đón nhận từ khán giả.
Anh hi vọng sẽ nhận được sự nâng đỡ từ phía nhà đài để tiến thêm một bước trên con đường sự nghiệp.

### Danh sách phim
1. Bằng chứng thép (2006) vai Trình Vỹ Thắng
2. Bằng chứng thép II (2008) vai Trình Vỹ Thắng
3. Xứng danh tài nữ (2009) vai Bành Khanh (lúc thanh niên)
4. Hình cảnh (2010)
5. Tiềm hành truy kích (2011)
6. Phi Hổ (2012) vai Trang Trác Nguyên
7. Ông trùm tài chính (2014) vai Lạc Chính Cơ
8. Sứ đồ hành giả (2014) vai Chí Mén
9. Phi Hổ 2 (2014-2015) vai Trang Trác Nguyên
10. Cộng sự (2017) vai Đới Hoa Quán
11. Phi Hổ Cực Chiến 1 (2018) vai phản diện Kenny
12. Thưa ngài thẩm phán (2018)
13. Phi Hổ Cực Chiến 2 (2019) vai Đường Vĩnh Phi
14. Cảnh sát thép (2019) vai Cốc Vĩnh Chính
15. Phi Hổ Cực Chiến 3 (2022) vai Hứa Sâm

### Vai diễn ấn tượng
Tuy chỉ nhận được vai phụ, song Lương Liệt Duy vẫn khẳng định được khả năng diễn xuất của mình thông qua sự thành công của vai diễn, có thể kể đến như bên dưới:

#### Vai diễn Kenny trong phim Phi hổ cực chiến (2018)
Nhân vật Kenny được cho là một thử thách dành cho Lương Liệt Duy khi anh sở hữu gương mặt baby và luôn bị đóng khung vào hình tượng nhân vật hài hước, ngây ngô, hiền lành...
Kenny là một trong các nhân vật phản diện chính trong phim, được xây dựng như một Joker của Hồng Kông.
Anh là một người Mỹ gốc Á, đã từng là đặc vụ của SEAL với chỉ số IQ siêu cao. Hiện tại, anh là "Number 2" trong tổ chức khủng bố U384, là người chịu trách nhiệm dẫn dắt và thực thi các hành động của tổ chức. Anh là một hacker, còn biết cách chế tạo bom, vũ khí hóa học và các loại vũ khí giết người khác. Đối với anh, giết người là một thú vui, là một nghệ thuật, còn kẻ giết người là một nghệ sĩ. Anh tận hưởng việc từ từ khiến người khác tử vong, những nạn nhận của anh bao gồm các cảnh sát chìm.
Kenny là một người hỉ nộ bất thường, tàn nhẫn độc ác nhưng anh lại rất nghe lời Lư Quốc Bân - người mà Kenny xem như anh trai ruột thịt - kẻ cầm đầu của tổ chức khủng bố U384.
Kenny có một người bạn gái tên là Lăng Văn Lạc, tuy cách yêu của anh không đúng, nhưng không thể phủ nhận được tình yêu của anh dành cho cô. Anh đã phải tự tay giết chết người anh yêu vì cô đã phản bội anh và tổ chức.
Cách Lương Liệt Duy thể hiện nhân vật này rất tuyệt vời. Tất cả những thói quen, cử chỉ, điệu bộ của anh đều phù hợp với nhân vật, từ ánh mắt, dáng đi, đến giọng nói, tiếng cười... Ngoài ra, sự phù hợp đến bất ngờ của kiểu tóc và trang phục khiến một người bị đóng khung vào những vai hiền lành như Lương Liệt Duy hóa thân thành công thành Kenny, một tên khủng bố man rợ. Chất giọng của anh giúp cho bản thân thể hiện được sự "tâm thần" mà khó người nào đạt được. Trong một bài phỏng vấn, Lương Liệt Duy đã tiết lộ rằng, anh đã đề nghị tổ hóa trang nhấn nhá thêm một vài chi tiết hình xăm để khắc họa thêm về nhân vật. Cụ thể, Kenny có 1 hình xăm bên vai, 1 hình xăm bên hông cổ và 1 hình xăm trên ngón tay. Hình xăm trên ngón tay là YOLO - You Only Live Once - cho thấy được cá tính riêng của nhân vật này.